# Hoya de Buñol

Comarca Foia de Bunyol na mapie Walencji

Mapa comarki Foia de Bunyol

Hoya de Buñol (kat. Foia de Bunyol) – comarca w Hiszpanii, w Walencji, w prowincji Walencja. Stolicą jest Chiva. Comarca ma powierzchnię 817,3 km². Mieszka w niej 37 061 obywateli.

## Gminy
- Alborache – liczba ludności: 989
- Buñol – 9404
- Cheste – 7319
- Chiva – 11 815
- Dos Aguas – 406
- Godelleta – 2728
- Macastre – 1162
- Siete Aguas – 1239
- Yátova – 1999